# USS Dwight D. Eisenhower (CVN–69)
USS Dwight D. Eisenhower (hadrendi jelzése: CVN–69) ("Ike") egy repülőgép-hordozó az Egyesült Államok Haditengerészetenek szolgálatában. Ez a második egység a tíz Nimitz osztályú hajó közül, nevét az Egyesült Államok harmincnegyedik elnökéről,  Dwight D. Eisenhowerről kapta. Eredetileg egyszerűen USS Eisenhower névre hallgatott, hasonlóan a Nimitzhez, de 1970. május 25-étől a mai nevére hallgat. A repülőgép-hordozót, akárcsak a többi egységet, a Newport News Shipbuilding Company építette  Virginia államban, de átadása óta többször is átépítették az aktuális fejlesztési irányoknak megfelelően.
Amióta hadrendbe állt, az Eisenhower részt vett a legtöbb amerikai katonai konfliktusban. Az iráni túszdrámában 1980-ban részt vett, majd az Öbölháborúban, és azóta Iraki háborúban és Afganisztánban is.